# すぐる画伯
すぐる画伯（1992年7月29日-）は、吉本興業に所属する日本の男性イラストレーター。ほのぼの系1コマ漫画を描いている。NSC東京校22期生。

## 来歴
2016年、人を楽しませたいという気持ちが勝り退職。NSC22期として、吉本興業の養成所へ入学。
2019年10月5日〜7日、広尾にて初個展を開催。
小学2年生の時に『笑う犬の冒険』に夢中になり、漠然と将来は芸人になりたいと思っていた。小学4年生の時に行われた2分の1成人式の文集には、将来の夢としてお笑い芸人と書いていた。ただ、強いて言えばという感じであり、強い意志があったわけではなかった。とはいえ、中学生の時には『爆笑オンエアバトル』に夢中になり番組収録の観覧に出かけたり、高校生の頃には『爆笑レッドカーペット』に夢中になったりと、常に身近にお笑いがある生活を送っていた。
そんな中、高校2年生の時に父親から大学受験について尋ねられ、塾へ通うことになった。塾の講師からは「君の通う高校からMARCH (学校)に進学したらかっこいいよ、モテるよ」とそそのかされ、中央大学進学を目指すことになった。文系科目が苦手であったことと、数学は嫌いではなかったことから理工学部を選択し、猛勉強の末に合格。2011年4月より大学生活をスタートさせた。
大学生活を送る中、大学2年生の頃に「やっぱりお笑いっていい！」と思い始め、大学3年生の2013年5～6月頃より下北沢にあるEmuスタジオで毎週開催されていた無料お笑いライブEmuson'sに出演。1～2ヵ月間で8回ほど舞台に立ち、最終的に準レギュラーになった。初舞台の時は心臓の鼓動が音漏れしているのではないかと思うほど緊張したが、魂が震えるほどの興奮を覚えたという。「やるからにはちゃんとやりたい！」という想いが強くなり、この頃は学業よりもお笑いライブの活動がメインとなっていた。2013年12月にR-1グランプリに出場。1回戦で敗退するも、清々しい気持ちであった。
これまで漠然とした夢であった芸人への道が、この頃にははっきりとした想いに変わっていたが、将来について父親に相談したところ芸人になることを反対された。父親の想いに触れ、公務員である父親と同じ景色をみてみたいという想いが生まれたことから、芸人の道ではなく地方公務員試験の受験を決意。ここでも猛勉強の末に横浜市役所へ内定。2015年4月より社会人生活をスタートさせた。
しかし就職から約半年後、さまざまな人たちに明日への活力を与えられるようなエンターテイナーになりたい、エンターテイメント業界で働きたいという想いが強くなり、1年で退職することを決意。2016年4月にNSC東京校へ入学。NSC時代には4、5回コンビ結成・解散を繰り返し、漫才で成功することは難しいと感じ始めていた。そのような中、ネタ見せ授業で大学時代に無料お笑いライブで披露していたフリップ芸を行ったところ、講師に絵を褒められ、卒業直前には漫才やコントではなく絵で人々に笑いを届けたいと思うようになった。
現在はイラストレーターとしてSNSを中心にくすっと笑えるイラストを世の中にたくさん送り出している。

## 人物・エピソード
- 身長173cm、体重52kg、血液型はA型（AO）。靴のサイズは27.5cm～28.5cm（メーカーにより変動）。姉がいる。
- 苦手な食べ物はほぼないが、唯一柿が苦手。ただし、干し柿は好き。スイーツが好きで、洋菓子ではモンブランやマカロン、和菓子では大福などが好きだが、どちらかというと和菓子のほうが好き。
- 趣味はラジオのタイムフリーを聞きながらランニング（『トータルテンボスのぬきさしならナイト!』が大好き）。1日に15～20kmほど走る。ただし、雨の日はランニングシューズが傷むとの理由から走らない。
- ロックバンドを中心に音楽も大好きである。家ではひとり、何かしらの音楽を口ずさんでいる。
- NSC東京22期の同期の中では、特に男女トリオのキャラメル文庫のメンバーであるりょうじ君と仲が良く、たまにインスタライブでコラボ配信もしている。りょうじ君からは「ぐるが」と呼ばれている。
- イラストレーターでありながら、中学時代の美術の成績は5段階のうち2。
- 滑舌を維持するために、毎日目覚めた直後に早口言葉を唱えている。
- 朝はパン派。食パンに納豆を乗せてトーストにして食べるのが好き。

## 活動

### 個展

#### 世界がもっとほのぼのしますように展
2023年7月21日〜7月31日に渋谷代官山のモンキーギャラリーで開催予定。

### イベント

#### 1円似顔絵
2019年4月から2020年3月まで全13回、全国の路上で開催していた似顔絵イベント。渋谷から始まり、大阪、名古屋、福岡、松戸、静岡、横浜、海老名、神戸、京都、大宮と全国11箇所廻ったところで新型コロナウイルスの影響により中止した（渋谷は3回開催）。
1円で名刺サイズの用紙にボールペンで似顔絵を描くスタイル。用紙には、白雪姫の魔女が世界で1番美しい人を鏡に聞いているシーンが描かれている。"鏡"の中に似顔絵を描き、「それは〇〇です」と書かれた吹き出しの中に名前を書くことで、必然的に自分が世界で1番美しくなるという内容。「鏡に言わせよう！世界で1番美しいのは君だ！似顔絵」という名前がついている。
1円似顔絵であるため、例えば10円を支払うとちゃんと9円のおつりが返ってくる。このように、1円より高い金額を渡すと律儀におつりを渡されるが、2回ほど「受け取ってください」と伝えると素直に受け取ってもらえる。
現在は実施していないイベントだが、「世界で1番美しいのは君だ！似顔絵」自体はよしもとのイベントなどに出演する際、今でもサイン会的に実施されることがある。

### 書籍
- 偉人もみんな悩んでいた - 文:こざきゆう、真山知幸、絵:すぐる画伯、ウラケン・ボルボックス、ヒロ・コジマ（2020年10月30日、枻(エイ)出版社、ISBN:978-4-77795-981-5）
- 1秒できゅんとする! ほのぼのザわーるど（2021年12月3日、宝島社）

### ライブ
- 出版記念トークライブ「おフェスティバル」 2021年12月5日 ヨシモト∞ドーム ステージI
- 個展打ち上げトークライブ「お乾杯」2023年8月1日 ヨシモト∞ドーム ステージI